# オントーバ
オントーバ（Hontoba）は、スペイン・カスティーリャ＝ラ・マンチャ州グアダラハーラ県の自治体。面積は32.14km²、スペイン国立統計局による2010年の人口は350人、人口密度は10.89人/km²。

## 地理
オントーバはタフーニャ川の支流のひとつ、サン・セバスティアン川の形成する深い渓谷の奧部、断崖のふもとに位置する。その断崖の頂には、村の守護聖人ヌエストラ・セニョーラ・デ・ロス・ジャーノスに捧げられた非常に古くからの礼拝堂がある。
オントーバはアランスエーケ、レネーラ、ウエーバ、エスコペーテ、エスカリーチェ、ロランカ・デ・タフーニャの各自治体と境界を接する。

### 人口
| オントーバの人口推移 1900－2010                         |
|                                                         |
| 出典:INE（スペイン国立統計局）1900年 - 1991年、1996年 - |

## 歴史
オントーバの起源はイスラム教徒の村で、1124年アルフォンソ7世によって、再征服された。アルフォンソ7世の孫のアルフォンソ8世によって村はカラトラーバ騎士団に与えられ、15世紀まで同騎士団の領主権下にあった。その後カトリック両王によって王領に組み込まれた。
オントーバにある教会はラ・アルカリア（La Alcarria）で最も古いものの一つで、その後陣は13世紀初頭のものとされる。
オントーバの言い伝えによると、中世に現在礼拝堂のある場所で、聖母マリアが羊飼いの目の前に現れたという。それ以来1836年のメンディサバルの永代所有財産解放令が出されるまで、その場所に建てられたサン・ヘロニモ会の修道院まで、村人によって巡礼が行われていた。

## 政治
自治体首長はカスティーリャ＝ラ・マンチャ社会党（Partido Socialista de Castilla-La Mancha、PSCM-PSOE）のペドロ・パルド・ペレス（Pedro Pardo Pérez）で、自治体評議員は、カスティーリャ＝ラ・マンチャ社会党：4、カスティーリャ＝ラ・マンチャ国民党（Partido Popular de Castilla-La Mancha、PPCLM）：3となっている（2011年5月22日の自治体選挙結果、得票順）。
| 2011年5月22日自治体選挙 |        |        |          |
| 政党                    | 得票数 | 得票率 | 獲得議席 |
| PSOE                    | 98     | 49.75% | 4        |
| PP                      | 80     | 40.61% | 3        |
| IU                      | 15     | 7.61%  | 0        |

首長当選者：ペドロ・パルド・ペレス（PSOE）

### 司法行政
オントーバはアルカサル・デ・サン・フアン司法管轄区に属す。